# Amiota kimurai
Amiota kimurai är en tvåvingeart som beskrevs av Chen och Masanori Joseph Toda 2001. Amiota kimurai ingår i släktet Amiota och familjen daggflugor. Inga underarter finns listade i Catalogue of Life.